# 江卡宗
江卡宗（藏語：རྒྱང་མཁར་རྫོང།）位于中华人民共和国西藏自治区山南市错那市境内的一个居民点，是中华人民共和国民政部第三批增补藏南地区公开使用地名中的一个。该地位于中国与印度领土争议地区，地处中印边境实际控制线以南印度阿鲁纳恰尔邦达旺县达旺镇西南，開放街圖（OpenStreetMap）标注为Senu。